# Mezinárodní pohár ve fotbale 1933–1935
Mezinárodní pohár 1933–1935 byl 3. ročníkem středoevropské mezinárodní fotbalové soutěže a hrálo se od 2. dubna 1933 do 24. listopadu 1935. Soutěže se zúčastnilo 5 národních týmů z Itálie, Československa, Rakouska, Maďarska a Švýcarska.

## Výsledky
| 2. duben 1933 | Švýcarsko | 0 – 3  | Itálie                       | Stade des Charmilles, Ženeva         |  |  |
|               |           | Report | 35', 60' Schiavio 75' Meazza | Diváci: 25.300 Rozhodčí: Louis Baert |  |  |
|               |           |        |                              |                                      |  |  |

| 7. květen 1933 | Itálie                   | 2 – 0  | Československo | Stadio Giovanni Berta, Florencie     |  |  |
|                | Ferrari 41' Schiavio 44' | Report |                | Diváci: 25.000 Rozhodčí: Louis Baert |  |  |
|                |                          |        |                |                                      |  |  |

| 17. září 1933 | Maďarsko                       | 3 – 0  | Švýcarsko | Stadion Hungária körúti, Budapešť          |  |  |
|               | Avar 7', 77' Minelli 66' (vl.) | Report |           | Diváci: 17.000 Rozhodčí: Hans Frankenstein |  |  |
|               |                                |        |           |                                            |  |  |

| 22. říjen 1933 | Maďarsko | 0 – 1  | Itálie    | FTC Stadion, Budapešť                 |  |  |
|                |          | Report | 43' Borel | Diváci: 38.000 Rozhodčí: Stanley Rous |  |  |
|                |          |        |           |                                       |  |  |

| 3. prosinec 1933 | Itálie                                                | 5 – 2  | Švýcarsko              | Stadio Giovanni Berta, Florencie     |  |  |
|                  | Ferrari 8' Pizziolo 44' Orsi 55' Meazza 49' Monti 66' | Report | 21' Bossi 38' Kielholz | Diváci: 35.000 Rozhodčí: Louis Baert |  |  |
|                  |                                                       |        |                        |                                      |  |  |

| 11. únor 1934 | Itálie                | 2 – 4  | Rakousko                         | Stadio Municipale Benito Mussolini , Turín |  |  |
|               | Guaita 48' (pen.) 55' | Report | 19', 23', 55' Zischek 28' Binder | Diváci: 54.000 Rozhodčí: René Mercet       |  |  |
|               |                       |        |                                  |                                            |  |  |

| 22. březen 1934 | Švýcarsko              | 2 – 3  | Rakousko                   | Stade des Charmilles, Ženeva          |  |  |
|                 | Bossi 58' Kielholz 68' | Report | 16', 76' Bican 46' Kaburek | Diváci: 25.000 Rozhodčí: Stanley Rous |  |  |
|                 |                        |        |                            |                                       |  |  |

| 29. duben 1934 | Československo     | 2 – 2  | Maďarsko        | Letenský stadion, Praha                   |  |  |
|                | Sobotka 2' Puč 42' | Report | 30', 56' Sárosi | Diváci: 30.000 Rozhodčí: Francesco Mattea |  |  |
|                |                    |        |                 |                                           |  |  |

| 23. září 1934 | Rakousko           | 2 – 2  | Československo | Praterstadion, Vídeň                        |  |  |
|               | Binder 4' Vogl 31' | Report | 59', 86' Čech  | Diváci: 50.000 Rozhodčí: Rinaldo Barlassina |  |  |
|               |                    |        |                |                                             |  |  |

| 7. říjen 1934 | Maďarsko                  | 3 – 1  | Rakousko    | Stadion Hungária körúti, Budapešť           |  |  |
|               | Sárosi 34', 47' Toldi 48' | Report | 17' Zischek | Diváci: 33.000 Rozhodčí: Rinaldo Barlassina |  |  |
|               |                           |        |             |                                             |  |  |

| 14. říjen 1934 | Švýcarsko         | 2 – 2  | Československo   | Stade des Charmilles, Ženeva              |  |  |
|                | Kielholz 14', 41' | Report | 45', 58' Nejedlý | Diváci: 15.000 Rozhodčí: Walter Lewington |  |  |
|                |                   |        |                  |                                           |  |  |

| 11. listopad 1934 | Rakousko                          | 3 – 0  | Švýcarsko | Praterstadion, Vídeň                  |  |  |
|                   | Kaburek 3' Skoumal 6' Zischek 46' | Report |           | Diváci: 33.000 Rozhodčí: Gustav Krist |  |  |
|                   |                                   |        |           |                                       |  |  |

| 17. březen 1935 | Československo            | 3 – 1  | Švýcarsko | Letenský stadion, Praha               |  |  |
|                 | Nejedlý 37', 89' Horák 8' | Report | 48' Bösch | Diváci: 25.000 Rozhodčí: Peco Bauwens |  |  |
|                 |                           |        |           |                                       |  |  |

| 24. březen 1935 | Rakousko | 0 – 2  | Itálie         | Praterstadion, Vídeň                      |  |  |
|                 |          | Report | 51', 81' Piola | Diváci: 60.000 Rozhodčí: Walter Lewington |  |  |
|                 |          |        |                |                                           |  |  |

| 14. duben 1935 | Československo | 0 – 0  | Rakousko | Letenský stadion, Praha                     |  |  |
|                |                | Report |          | Diváci: 30.000 Rozhodčí: Rinaldo Barlassina |  |  |
|                |                |        |          |                                             |  |  |

| 14. duben 1935 | Švýcarsko                                           | 6 – 2  | Maďarsko             | Hardturm, Curych                          |  |  |
|                | Kielholz 21', 35', 57', 63' Jäck 8' A. Abegglen 40' | Report | 59', 79' (pen.) Cseh | Diváci: 20.000 Rozhodčí: Walter Lewington |  |  |
|                |                                                     |        |                      |                                           |  |  |

| 22. září 1935 | Maďarsko   | 1 – 0  | Československo | Stadion Hungária körúti, Budapešť      |  |  |
|               | Markos 60' | Report |                | Diváci: 22.000 Rozhodčí: John Langenus |  |  |
|               |            |        |                |                                        |  |  |

| 6. říjen 1935 | Rakousko                       | 4 – 4  | Maďarsko                          | Praterstadion, Vídeň                 |  |  |
|               | Bican 7', 11', 58' Hofmann 66' | Report | 8', 30' Vincze 6' Toldi 6' Sárosi | Diváci: 43.000 Rozhodčí: René Mercet |  |  |
|               |                                |        |                                   |                                      |  |  |

| 28. říjen 1935 | Československo | 2 – 1  | Itálie    | Sportovní stadion, Praha               |  |  |
|                | Horák 52', 80' | Report | 75' Pitto | Diváci: 8.000 Rozhodčí: Pedro Escartín |  |  |
|                |                |        |           |                                        |  |  |

| 24. listopad 1935 | Itálie                   | 2 – 2  | Maďarsko        | Arena Civica, Milán                    |  |  |
|                   | Colaussi 69' Ferrari 70' | Report | 43', 79' Sárosi | Diváci: 26.000 Rozhodčí: Hans Wüthrich |  |  |
|                   |                          |        |                 |                                        |  |  |

## Tabulka
| Poř. | Tým            | Z | V | R | P | VG | OG | B  |
| ---- | -------------- | - | - | - | - | -- | -- | -- |
| 1.   | Itálie         | 8 | 5 | 1 | 2 | 18 | 10 | 11 |
| 2.   | Rakousko       | 8 | 3 | 3 | 2 | 17 | 15 | 9  |
| 2.   | Maďarsko       | 8 | 3 | 3 | 2 | 17 | 16 | 9  |
| 4.   | Československo | 8 | 2 | 4 | 2 | 11 | 11 | 8  |
| 5.   | Švýcarsko      | 8 | 1 | 1 | 6 | 13 | 24 | 3  |

## Střelecká listina
| P. | Nár       | Hráč             | Tým            | Branky |
| -- | --------- | ---------------- | -------------- | ------ |
| 1. | Maďarsko  | György Sárosi    | Maďarsko       | 7      |
| 1. | Švýcarsko | Leopold Kielholz | Švýcarsko      | 7      |
| 3. | Rakousko  | Josef Bican      | Rakousko       | 5      |
| 4. | Česko     | Oldřich Nejedlý  | Československo | 4      |